# Lucky Lady II

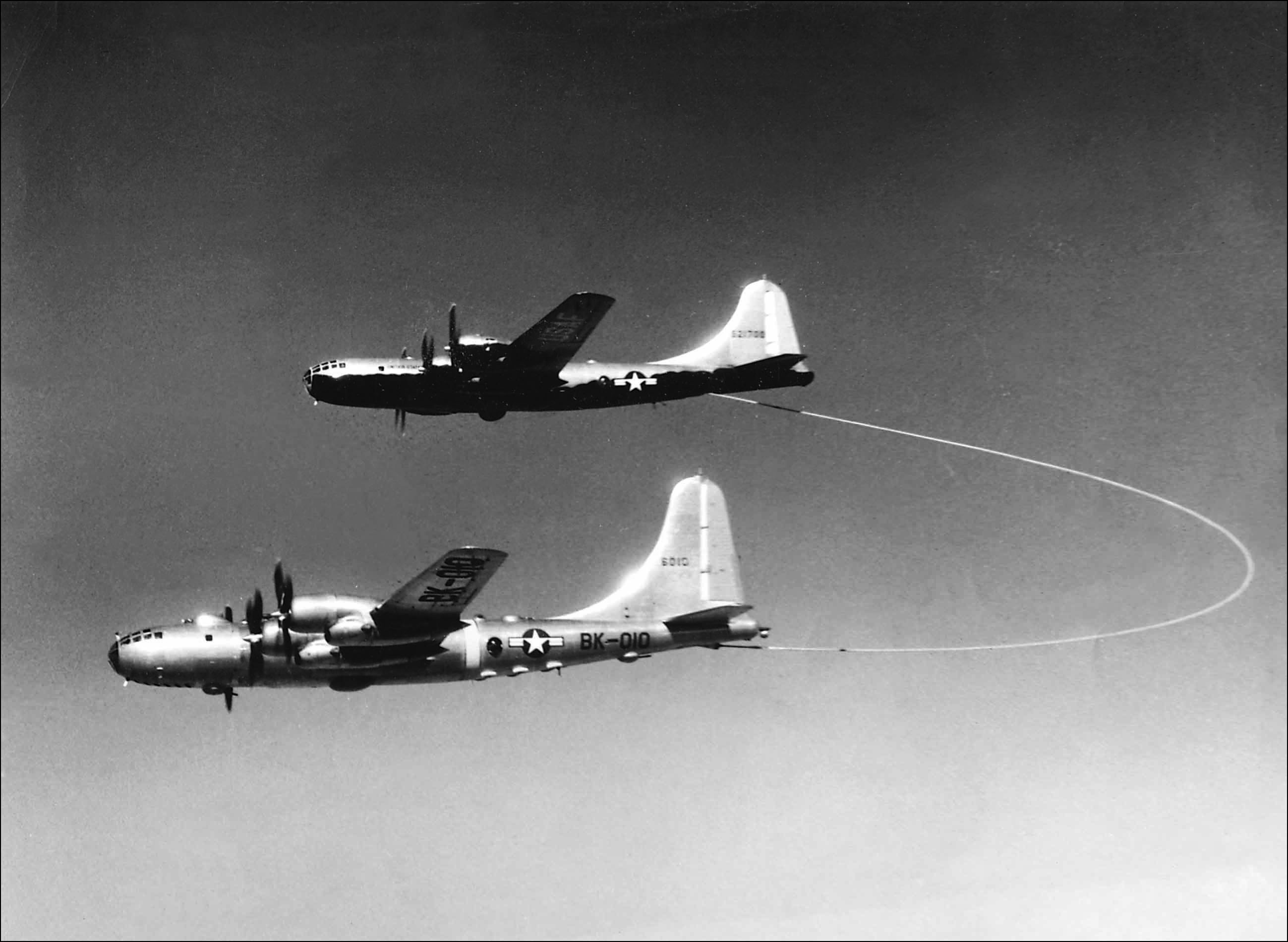
Luftbetankung der Lucky Lady II (unten) durch eine KB-29M

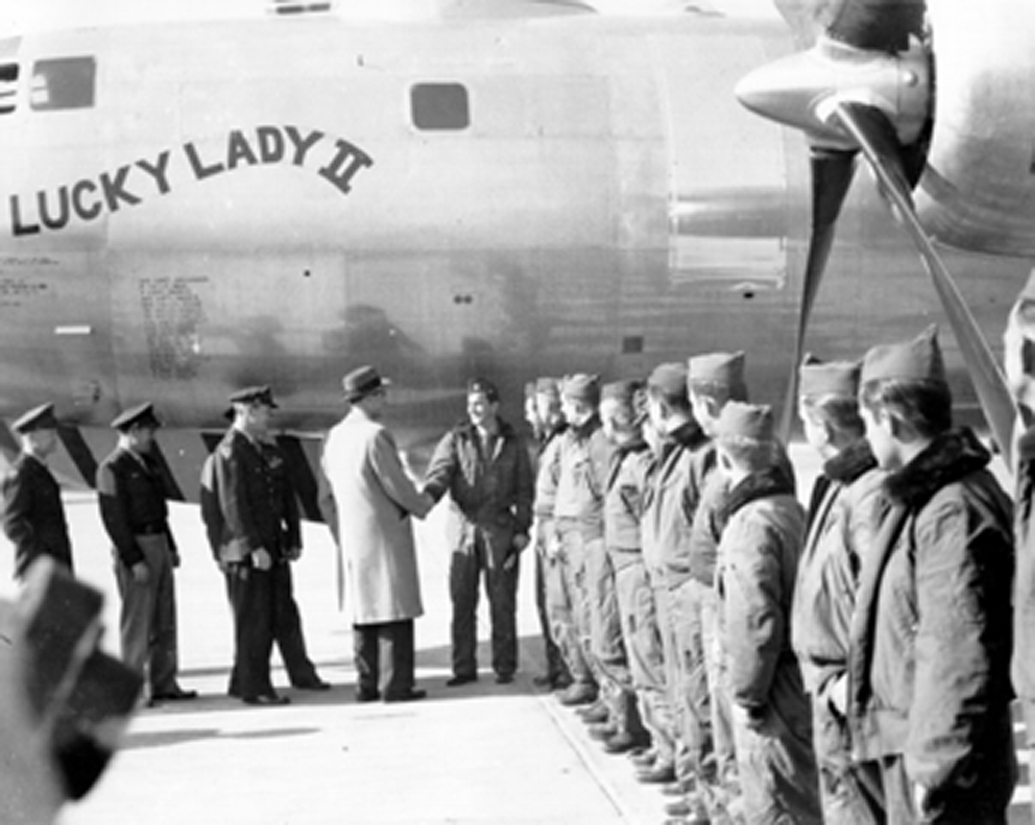
Lucky Lady II nach der Landung auf der Carswell Air Force Base bei Fort Worth

Lucky Lady II war der Name einer Boeing B-50 mit der vom 26. Februar bis zum 2. März 1949 erstmals ein Nonstopflug um die Erde gelang. Am Beginn des Kalten Krieges wollte die US Air Force demonstrieren, dass sie an jedem Punkt der Welt zuschlagen konnte.

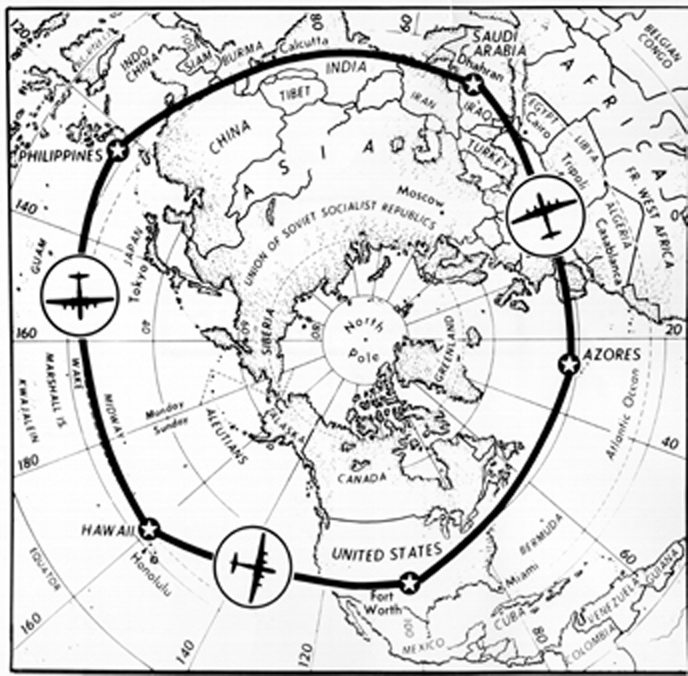
Die Flugroute der Lucky Lady II
- Orte der Luftbetankung

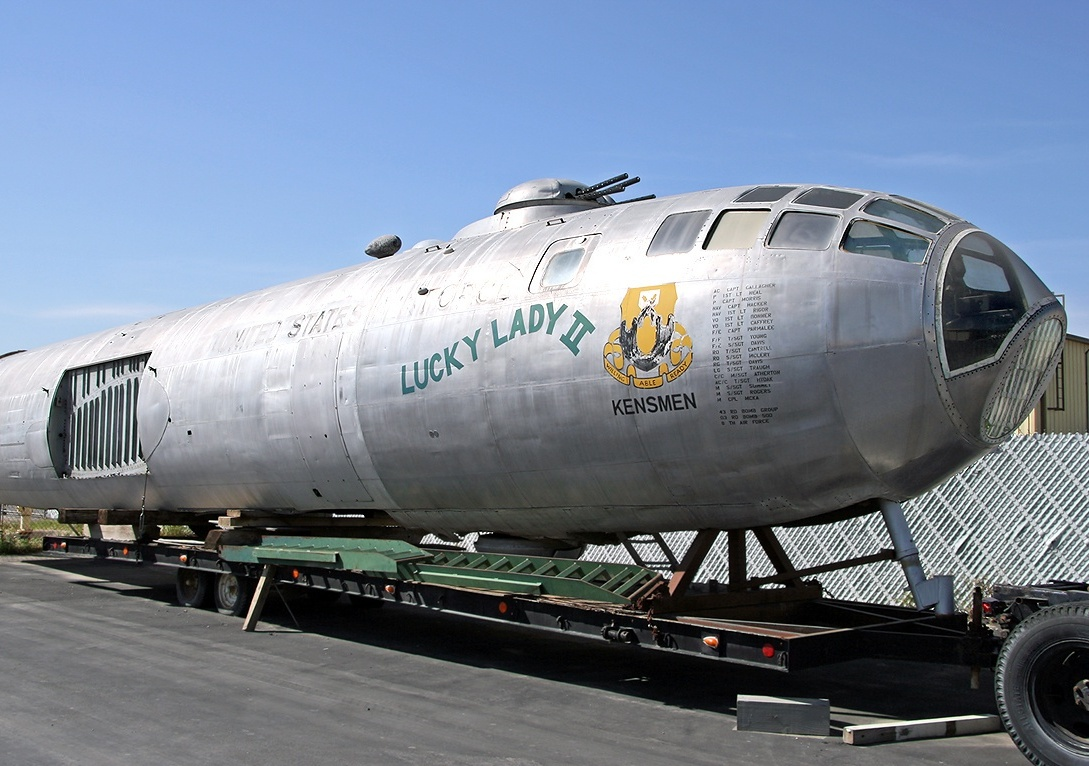
Lucky Lady II 2002 im Planes of Fame Museum

## Durchführung
Die Rekordmaschine war ein speziell für diesen Zweck umgebauter Boeing B-50A-Langstreckenbomber (USAF-Seriennummer 46-0010) der 43rd Bombardment Group der US Air Force. Ihre viermalige Betankung auf dem Flug erfolgte nach dem britischen System des Hose and Drogue, wobei das Tankflugzeug den Empfänger über einen Schlauch versorgt, der am Ende einen Korb besitzt. Der Schlauch rastet dann in einen Stutzen am Empfängerflugzeug ein. 
Der Langstreckenflug startete am 26. Februar 1949 auf der Carswell Air Force Base bei Fort Worth in Texas und landete dort nach 94 Stunden und 1 Minute, d. h. knapp vier Tagen Flugzeit am 2. März 1949. Die Flugstrecke betrug 23.452 Meilen, entsprechend 37.742 Kilometer. An Bord befand sich eine Besatzung von 14 Personen unter dem Kommando von Flugkapitän James Gallagher. Das Flugzeug wurde insgesamt viermal in der Luft betankt: bei der Base Aérea das Lajes über den Azoren, am Persischen Golf über Dhahran in Saudi-Arabien, bei der Clark Air Base auf der philippinischen Insel Luzon und bei der Hickam Air Force Base auf Hawaii. Auf jeder dieser Luftwaffenbasen standen mindestens fünf Tankflugzeuge in Bereitschaft. Im Zuge der Betankung über den Philippinen ereignete sich ein Flugunfall. Das Boeing KB-29M-Tankflugzeug betankte zwar erfolgreich Lucky Lady II, geriet jedoch auf dem Rückflug zur Clark Air Base in schlechtes Wetter und stürzte vermutlich bei der Baler Bay vor Luzon ins Meer. Alle neun Besatzungsmitglieder kamen dabei ums Leben. Das Unglück wurde gegenüber der Öffentlichkeit als Unfall bei einem Routine-Trainingsflug dargestellt, um keinen Schatten auf den erfolgreichen Weltumrundungsflug von Lucky Lady II zu werfen.
Stand 2021 befindet sich der Rumpf der Lucky Lady II im Planes of Fame Air Museum in der kalifornischen Stadt Chino, für eine Restauration sollen Teile einer Boeing C-97 verwendet werden. da deren Triebwerke und Flügel denen einer B-50 entsprechen.